# Yahoo! Messenger
Yahoo! Messenger è stato un popolare software di messaggistica istantanea e VoIP sviluppato da Yahoo! a partire dal 1998, e disponibile gratuitamente per gli utenti Windows, macOS, GNU/Linux, iOS, Android e interfaccia web. Yahoo! ne ha annunciato la chiusura per il 17 luglio 2018, giorno a partire dal quale non sarebbe più stato possibile accedere al servizio.

## Caratteristiche
Yahoo! Messenger presenta una forte integrazione con gli altri servizi Yahoo!, in particolare attraverso il programma è possibile accedere alle funzioni di ricerca di Yahoo! Search e alle radio e a video di Yahoo! Musica, inoltre è possibile la notifica della posta di Yahoo! mail per l'account associato al Yahoo! Id con cui si è fatto login. In Yahoo! Messenger è anche possibile utilizzare gli avatar creati su Yahoo! Avatars.
Oltre a queste funzioni dedicate a chi già usa i servizi Yahoo!, Messenger si caratterizza per una completa gamma di funzioni che ne fanno uno degli Instant messenger più completi e versatili, anche se occorre precisare che molte delle caratteristiche avanzate sono previste per la sola versione Windows. Come tutti i programmi di questo genere la funzione principale è legata alla chat testuale che supporta anche l'impiego di emoticon, immagini e di Audible. Quest'ultima è una caratteristica esclusiva di Yahoo! Messenger e consiste in piccole animazioni associate a frasi o suoni d'effetto. Pienamente supportato è anche lo scambio di file, la condivisione di immagini, e la conversazione simultanea tra più utenti (conferenze).
Le ultime versioni hanno introdotto anche il supporto per le comunicazioni voce. Sul modello di quanto offerto da Skype, le comunicazioni da pc a pc tra utenti Yahoo! sono gratuite mentre è previsto un costo per le comunicazioni dirette verso la rete telefonica fissa o mobile. Con Yahoo! Messenger è possibile anche la comunicazione video. Caratteristica di rilievo è la gestione dei messaggi offline. Con Yahoo! Messenger è cioè possibile inviare un messaggio anche agli utenti che in quel momento non sono online. La notifica del messaggio avverrà alla prima connessione con la rete.
Sul fronte della privacy, Yahoo! Messenger consente di bloccare l'accesso agli utenti non presenti nella lista dei propri contatti, ma anche di bloccare singoli utenti con cui non si voglia comunicare. Anche il proprio stato online può essere mascherato in modo da non apparire online.
Per la versione Windows di Yahoo! Messenger è prevista la possibilità di cambiare il colore delle finestre del programma e di utilizzare temi che ne cambiano l'aspetto complessivo. Le funzioni del programma possono inoltre essere estese attraverso plug-in esterni.

## Supporto alla rete Windows Live Messenger
Yahoo! Messenger può essere utilizzato anche per comunicare con gli utenti di Windows Live Messenger. Ciò è possibile grazie ad un accordo tra Yahoo! e Microsoft divenuto operativo a partire dal 13 luglio del 2006. Le due società hanno cioè reso reciprocamente compatibili le proprie reti di messaggistica istantanea. Al momento alcune funzioni avanzate sono utilizzabili solo verso utenti Yahoo! ma le due società hanno confermato l'intenzione di estendere ulteriormente l'interoperatività dei loro prodotti.

## Yahoo! Messenger 10
Nell'ultima versione Y!M 10 sono state introdotte alcune novità:
- Corretti diversi bug
- Migliorata la stabilità complessiva del prodotto
- Chiamate video ad alta qualità
- Nuova funzione "Y!Aggiornamenti" della lista dei contatti
- Reso facile cambiare la lingua

Contemporaneamente Yahoo! ha presentato anche una versione appositamente sviluppata per Windows Vista che si caratterizza soprattutto per l'interfaccia grafica che sfrutta meglio le caratteristiche del motore grafico di questo sistema operativo.

## Fine del supporto
Il 17 luglio 2018 Yahoo ha annunciato che il supporto per il software sarebbe terminato da quel giorno in poi.
Quindi, come annunciato da Yahoo, il servizio non sarebbe più stato disponibile da quella data mentre la cronologia sarebbe stata disponibile per essere scaricata fino alla fine di novembre 2018. Inoltre, non sarebbe stato più possibile né scaricare il software dal sito ufficiale, né usarne le copie già installate nel dispositivo dell'utente (sia computer che cellulare).
Alla domanda "Perché se n'è andato?" Yahoo ha risposto: "Mentre il panorama delle comunicazioni continua a cambiare, ci concentriamo sulla costruzione e l'introduzione di nuovi, entusiasmanti strumenti di comunicazione che si adattano meglio alle esigenze dei consumatori". Dal mese di maggio dello stesso anno Yahoo! ha sperimentato un nuovo software di chat denominato Squirrel, che è stato poi rinominato nel mese di ottobre in Yahoo!Together. Questo applicativo di chat è stato però abbandonato e i suoi server disattivati il 4 aprile 2019.
Infine Yahoo ha affermato che la fine del supporto per Y!M non avrebbe avuto effetto sull'ID Yahoo degli utenti, che avrebbe continuato a funzionare per altri prodotti Yahoo (come Yahoo Mail, Yahoo Fantasy, ecc.).

## Yahoo! Web Messenger
Nel corso del 2007 Yahoo! ha presentato anche una versione web del suo programma di messaggistica istantanea, denominata Yahoo! Web Messenger. Come per tutte le applicazioni web non è necessaria alcuna installazione per utilizzare questa versione, ma solo un browser compatibile. Al momento sono supportati Internet Explorer 8 e successive, Mozilla Firefox, Opera, Safari e Google Chrome. L'applicazione web è stata poi spostata e integrata in Yahoo! Mail e permette di interagire con contatti Facebook e Windows Live.

## Curiosità
- Col diffondersi dei cellulari con funzioni simili a quelle dei computer, detti Smartphone, sono nate delle versioni compatibili con i sistemi operativi mobili, e col diffondersi dei software di instant messaging delle funzioni telefoniche, dove l'account  è il proprio numero di telefono e i contatti vengono presi tramite la rubrica telefonica, Yahoo! ha creato un Plug-in, per la versione mobile di Messenger, che permette di eseguire chiamate vocali e video dall'applicazione Yahoo! Messenger utilizzando il proprio numero di telefono.

## Schema URI
Per Yahoo! Messenger è stato sviluppato uno schema URI che consente di integrare il proprio indirizzo direttamente nelle pagine web. Cliccando sul relativo link il browser lancerà automaticamente Yahoo! Messenger, questo ovviamente solo se il programma è installato sul computer utilizzato. Quello che segue è lo schema URI attualmente usato per Yahoo! Messenger:
<a href="ymsgr:sendim?notarealuser">Send Message</a>